# Tierra Adentro
 (octobre 2024).
 (septembre 2024).
Si vous disposez d'ouvrages ou d'articles de référence ou si vous connaissez des sites web de qualité traitant du thème abordé ici, merci de compléter l'article en donnant les références utiles à sa vérifiabilité et en les liant à la section « Notes et références ».
Tierra Adentro est une telenovela bolivienne diffusée en 1997, produite par Santa Cruz Producciones.

## Distribution
| Acteur/Actrice     | Personnage      |
| ------------------ | --------------- |
| Bubby Avila        | Lucio Salazar   |
| Isabel Castedo     | Asuntita        |
| Elías Serrano      | Ricardo         |
| Julio Kempff       | Tío Nicanor     |
| Gloria Natusch     | Tía Mercedes    |
| Enrique Alfonso    | Pedro Toledo    |
| Guísela Santa Cruz | Luisa Negra     |
| Nando Chávez       | Basilio Pedraza |
| Lindbergh Ulloa    | Cabrera         |
| Delmiro Vargas     | Montaño         |
| Percy Román        | Hurtado         |
| Teddy Landivar     |                 |
| Etelvina Peña      | Natividad       |
| Juan de América    | Lairana         |
| Efraín Capobianco  |                 |
| Jorge Prado        | Buceta          |
| Tom Hackett        |                 |
| Mike Benett        | Federico Wende  |
| Ignacio Caso       | Sacerdote       |
| Chaly Antelo       | Medico 1        |
| Oswaldo Valdivia   | Medico 2        |
| Bernardo Cespedes  |                 |
| José Castro        |                 |
| Adolfo Vargas      |                 |
| Katty Gutierrez    |                 |
| Mosita Pedriel     |                 |
| Chelita Vargas     |                 |
| Mary Perez         |                 |